# Dithietany

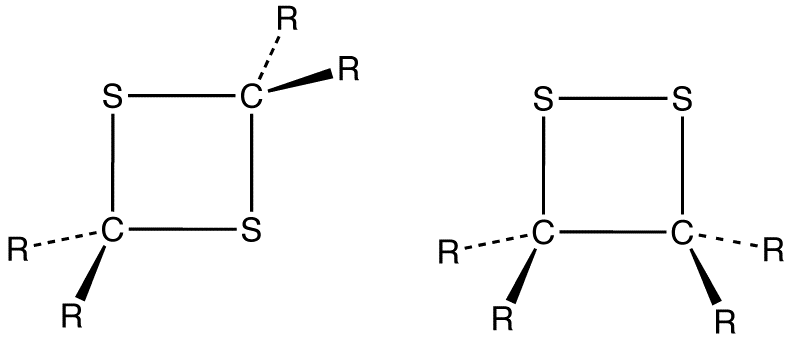
Strukturní vzorce 1,2-dithietanu a 1,3-dithietanu; R je organická skupina

Dithietany jsou nasycené heterocykly obsahující dva dvouvazné atomy síry a dva sp3-hybridizované uhlíky.
Základní molekula dithietan má dva izomery, 1,2-dithietan a 1,3-dithietan:

## 1,2-Dithietany
1,2-Dithietany mají atomy síry umístěné vedle sebe. Prvním známým stálým 1,2-dithietanem se stal dithiatopazin, získaný vnitromolekulární fotodimerizací dithiokarbonylové sloučeniny. Od 1,2-dithietů se 1,2-dithietany liší tím, že mají sp3-hybridizované uhlíky, zatímco u dithietů jsou sp2-hybridizované.

Struktura dithiatopazinu

Stabilním 1,2-dithietanem je také trans-3,4-diethyl-1,2-dithietan-1,1-dioxid, získávaný samovolnou dimerizací syn-propanthial-S-oxidu, vyskytujícího se v cibuli.

Struktura trans-3,4-diethyl-1,2-dithietan-1,1-dioxidu

## 1,3-Dithietany

Vlevo: 2,2,4,4-tetrachlor-1,3-dithietan, dimer thiofosgenu; uprostřed: zwiebelan, těkavá látka v cibuli; vpravo: dimer sulfenu

1,3-Dithietany mají atomy síry na nesousedících umístěních. Samotný 1,3-dithietan je bezbarvá pevná látka s teplotou tání 105-106 °C. Poprvé bl připraven v roce 1976 reakcí bis(chlormethyl)sulfoxidu a sulfidu sodného za vzniku 1,3-dithietan-1-oxidu a jeho následnou redukcí boranem v tetrahydrofuranu (THF).
1,3-Dithietany s navázanými uhlíkatými skupinami jsou známy od roku 1872. Patří sem například 2,2,4,4-tetrachlor-1,3-dithietan, fotochemicky připravený dimer thiofosgenu, a tetrakis(trifluormethyl)-1,3-dithietan, [(CF3)2CS]2.
Oxidované 1,3-dithietany, jako jsou zwiebelany (2,3-dimethyl-5,6-dithiabicyklo[2.1.1]hexan-S-oxidy), těkavé látky obsažené v cibuli, a 1,3-dithietan-1,1,3,3-tetraoxid, se obvykle nepřipravují přímo z dithietanů.